# Hōkan Miroku

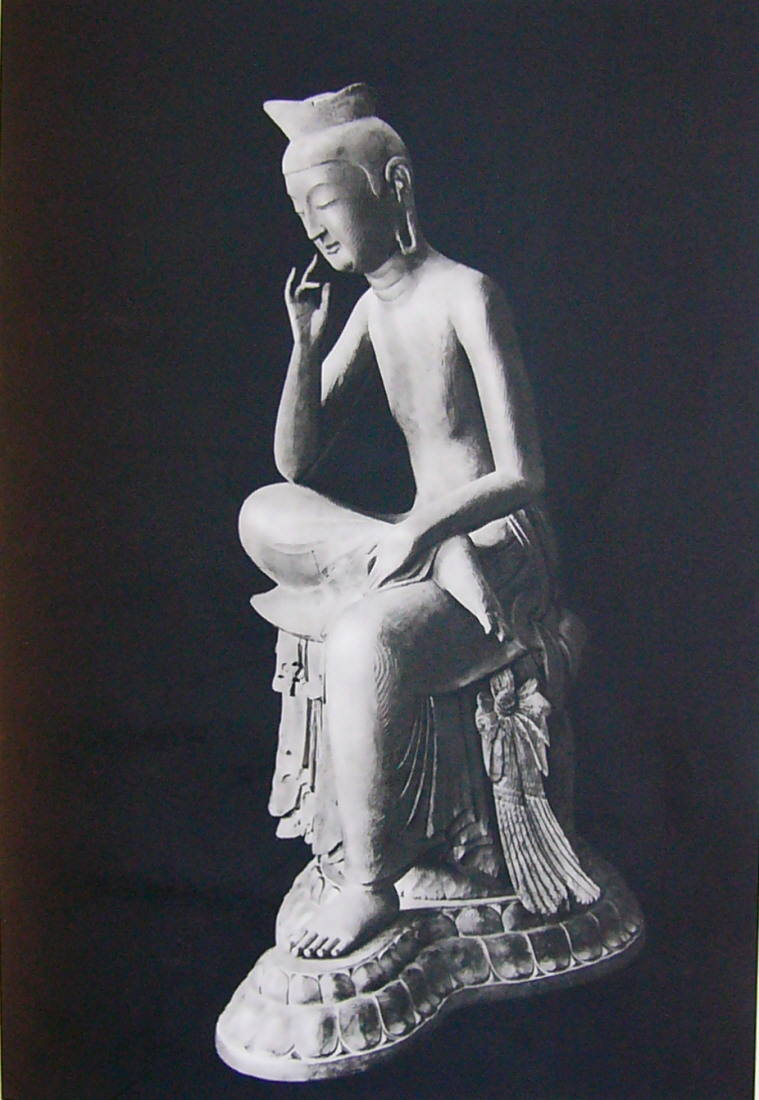
Der sogenannte Hōkan Miroku aus der Sammlung des Kōryū-ji.

Die als Hōkan Miroku (jap. 宝冠弥勒) bekannte Skulptur eines nachdenklichen Bodhisattva ist eine Holzschnitzarbeit, die derzeit im Kōryū-ji in Kyōto aufbewahrt wird und einer der Nationalschätze Japans ist. Eine weitere, jedoch weniger populäre Bezeichnung für die Skulptur lautet Miroku bosatsu hanka shiyuizō 弥勒菩薩半跏思惟像. Die Skulptur wird auf das frühe siebte Jahrhundert datiert. Sowohl die Herkunft der Skulptur als auch ihre Identifikation werden noch kontrovers diskutiert. Zwar bedeutet ihr Name „Kronentragender Maitreya“, jedoch herrscht in der Forschung Uneinigkeit darüber, ob die Gruppe der nachdenklichen Bodhisattva tatsächlich Darstellungen des Bodhisattva Maitreya sind.

## Material, Technik und Erhaltungszustand
Die Skulptur besteht aus dem Holz der Japanischen Rotkiefer und wurde mit der ichiboku-zukuri genannten Technik aus einem Stück Holz geschnitzt. Insgesamt ist die Skulptur sehr gut erhalten und auch qualitativ sehr hochwertig gearbeitet. Die Schnitzarbeit ist zart und filigran ausgeführt. Im aktuellen Zustand lässt sich die hohe Kunstfertigkeit der Schnitzerei besonders deutlich erkennen, denn ursprünglich war die Skulptur lackiert und vergoldet und hatte insgesamt ein volleres Erscheinungsbild. Im Zuge einer Restaurierung am Anfang des 20. Jahrhunderts sind jedoch Lack und Vergoldung entfernt worden. Heutzutage erkennt man wieder das Kiefernholz mit seiner feinen Maserung. Abbrüche an den Rändern der Krone sind bei der Restaurierung größtenteils aufgefüllt worden. Eine größere Beschädigung stellt ein breiter Riss im Holz dar, der sich senkrecht über das angewinkelte Bein zieht, sowie Risse oder Scharten im Bereich der Krone. Bedingt durch die Restaurierung liegen die Finger der rechten Hand nicht mehr an der Wange auf, sondern stehen in einem kurzen Abstand davor. Auf alten Photographien ist jedoch die ursprüngliche Erscheinung der Skulptur noch deutlich erkennbar.

## Objektbeschreibung
Die Skulptur ist etwa 123,5 cm hoch. Sie zeigt einen jungen Mann mit hohem, schlankem Körper und sanften Gesichtszügen mit halbgeschlossenen Augen. Die Figur ist schlicht gekleidet. Ihr Oberkörper ist komplett frei und sie trägt nur ein weites, in lockeren Falten fallendes Beingewand, das den gesamten Podest, auf dem die Figur sitzt, verhüllt. Ihr Kopfschmuck ist eine schlichte, dreispitzige Krone. Die recht steil aufragenden Auswölbungen des Kronenrandes sind sanft geschwungen und regelmäßig umlaufend angeordnet, wobei eine der Spitzen nach vorn weist. Sie trägt keinen Körperschmuck und keine Armreife. Das Beingewand ist weit geschnitten, umhüllt den Sockel komplett und wird von einer einfachen, schalartigen Schärpe gehalten, die durch einen schlichten Raffring zur Befestigung gezogen ist. Der linke Fuß der Figur steht auf einem Lotussockel, der in seinem Umriss dem Fuß folgt. Die Blütenblätter dieses Lotussockels sind verhältnismäßig voluminös und kräftig gearbeitet. Er besteht aus zwei Ebenen, einer unteren mit größeren, länglichen Blütenblättern und einer oberen mit kleineren. Diese Blütenblätter sind stark abstrahiert. 

## Kleidung
Die Kleidung des Hōkan Miroku ist sehr schlicht. Der Oberkörper bleibt gänzlich unbekleidet und die Figur trägt nur das als antarvastra bezeichnete Beinkleid, einen weit geschnittenen, lockeren Wickelrock. Die Skulptur trägt keine Schmuckbänder oder Quasten, sondern nur je einen Raffring seitlich der Hüfte, durch den die einfache, ungesäumte Schärpe gezogen ist, die das antarvastra gürtet. Dieses Band fällt jedoch nicht herab, sondern verschwindet unter dem Gesäß der Figur. Ansonsten ist die Oberfläche des Gewandes glatt und schmucklos und erweckt den Eindruck, als sei es aus einfachem, leichten Tuch gearbeitet. Schmuck ist ebenfalls nicht vorhanden. Es ist jedoch möglich, dass vor der Entfernung der Lack-Oberfläche und der Vergoldung Schmuckstücke aus diesen Materialien vorhanden waren. Dies ist heute aufgrund der wenigen Photographien nicht mehr nachvollziehbar. In einer der historischen Photographien ist jedoch erkennbar, dass über die linke Schulter der Figur ein Schmuckschal gelegt war. 

## Stil
Die Schlichtheit der Kleidung und des Schmucks sowie die Körpergestaltung der Skulptur schließt an den Skulpturenstil der Nördlichen Wei an. Kaiser Xiaowen (chinesisch 孝文; reg. 471 bis 499 n. Chr.) leitete eine Phase starker Sinisierung ein, die auch die buddhistische Kunst nachhaltig beeinflusste. Bis dahin war die buddhistische Kunst stark von der Gandharas beeinflusst und somit süd- und zentralasiatisch geprägt. Erst im fünften Jahrhundert vollzog sich der Wandel zu einer sinisierten buddhistischen Kunst. Diese zeichnete sich durch eine Abwendung von der naturalistischen Darstellung aus. Stattdessen wurden die Figuren abstrakter und ihre Erscheinung idealisierter. Auch die Kleidungskonventionen spielten eine Rolle. Sie wichen nicht nur in Bezug auf die Art, wie die einzelnen Kleidungsstücke getragen wurden von den indischen Vorbildern ab, sondern auch bezüglich der Materialien. Gemäß der monastischen Ordensregeln Vinaya-pitaka gibt es Bekleidungsvorschriften, die von den Mönchen einzuhalten sind. Diese schreiben die Anzahl und Art der Kleidungsstücke vor sowie die Beschaffenheit der Kleidung. Die chinesischen Konventionen weichen von diesem Vorschriften ab. Dies zeigt sich in vielen, auch den hier besprochenen Beispielen. So war es Vorschrift, überschüssigen Stoff beim Sitzen unter dem Gesäß zu verbergen. Chinesische Skulpturen jedoch saßen meist auf Podesten oder Sockeln, die vom weiten, wallenden Beingewand überhangen waren. Zudem wurde das antarvastra mit aufwändigem und üppigem Faltenwurf dargestellt, wodurch die Abweichung zum gandharischen Stil, der die Bekleidungsvorschriften streng widerspiegelte, noch betont wurde. Dieser Umgang mit dem überschüssigen Stoff wurde auf die Darstellung von Bodhisattva übertragen und in ganz Ostasien übernommen. Zudem unterschied sich das Material der in China getragenen Kleidung von dem im Vinaya-pitaka vorgeschriebenen. Oft waren die Kleidungsstücke nicht aus Lumpen und Resten und auch nicht aus grobem Stoff gearbeitet, sondern bestanden aus Seide. Die Darstellungen orientierten sich an den in China üblichen Kleidungskonventionen und so zeichnete sich die Kleidung der Skulpturen besonders nach der Phase der starken Sinisierung durch Feinheit und Leichtigkeit aus. Sie lag meistens eng an und warf feinere Gewandfalten. Unterstützt wurde dieser Stil durch das Stilmittel des „nassen Gewandes“ (chinesisch 出水, Pinyin chūshǔi – „aus dem Wasser gehen; das Wasser verlassen“), welches in den Kunstschulen von Mathura und Sarnath in Indien aufkam, sich in Zentralasien großer Beliebtheit erfreute und so schlussendlich auch nach China gelangte. Die monumentalen Buddha der Yungang-Grotten stehen exemplarisch für diesen Stil, der sich jedoch auch in zeitgenössischen Darstellungen nachdenklicher Bodhisattva zeigt. Die Kleidung wird an Skulpturen der nördlichen Wei zumeist sehr realistisch dargestellt. Durch die intendierte Darstellung dünnen Seidenstoffes wirkt der Faltenwurf jedoch häufig abstrakt und idealisiert. Der Faltenwurf hier ist jedoch unregelmäßiger und voluminöser und deutet die Verwendung eines gröberen Stoffes an. 

## Historische Kontextualisierung und Vergleichsobjekte

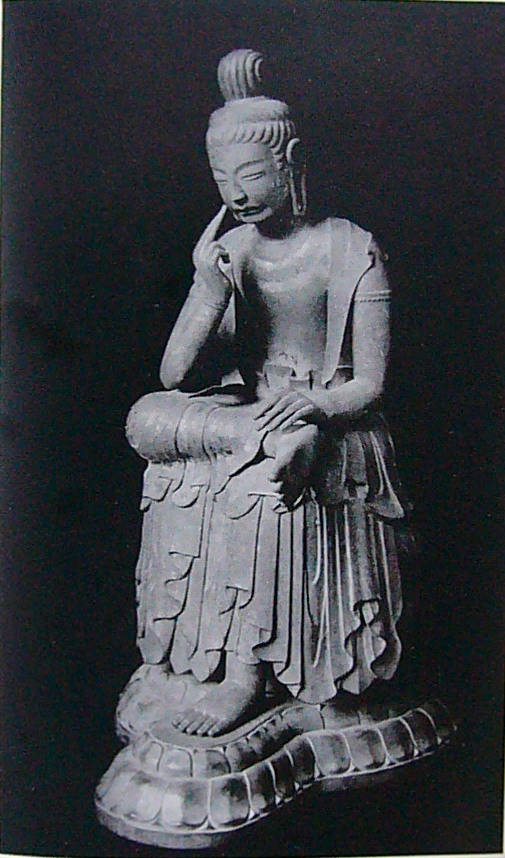
Ein weiterer nachdenklicher Bodhisattva aus der Sammlung des Kōryū-ji. Er weist einen ähnlichen Stil auf und zeigt ebenfalls den sehr wuchtigen Lotussockel.

Der Hōkan Miroku aus der Sammlung des Kōryū-ji steht stilistisch dem Nationalschatz Südkoreas Nr. 83 am nächsten. Allgemein wurden Figurendarstellungen in nachdenklicher Pose im frühen fünften Jahrhundert von Westen kommend in China bekannt. Von da aus breiteten sie sich nach Korea und Japan aus. „Bodhisattva in nachdenklicher Haltung“ genossen bis ins siebte Jahrhundert eine hohe Popularität, traten später aber insbesondere gegenüber Darstellungen des transzendenten Buddha Amitabha in den Hintergrund. Zuerst traten sie in Triasdarstellungen oder narrativen Darstellungen auf. Kleine Votivstelen, die während der ersten Hälfte des sechsten Jahrhunderts in der Region der Provinz Hebei auf kleinen Votivstelen auftauchen, zeigen nachdenkliche Bodhisattva in zentraler Position. Diese zeigen oft Szenen, die auf Siddharta Gautama vor Erreichen der Erleuchtung hindeuten, beispielsweise durch die Positionierung der zentralen Figur auf einem Löwenthron. Einige tragen auch Inschriften, die sie als tàizǐ 太子, also „(Kron-)Prinz“ bezeichnen und explizit auf Siddharta Gautama verweisen. In Shandong ist die Verbreitung nachdenklicher Bodhisattva eher beschränkt, jedoch sind die Darstellungen hier teils lebensgroße, rundplastische Steinschnitzereien. Diese dienten als Vorlage für die Vollplastiken der koreanischen Halbinsel und in dessen Folge auch für japanische Skulpturen. Allerdings tragen diese Stücke keine Inschriften oder nähere Bezeichnungen. Ihre Interpretation und Benennung ist daher unklar. Wichtigstes Vergleichsobjekt ist der Nationalschatz Südkoreas Nr. 83. Gemeinsam stellen sie wahrscheinlich die bekanntesten Beispiele für nachdenkliche Bodhisattva bzw. nachdenkliche Maitreya dar. Oft werden sie als „Zwillingsskulpturen“ bezeichnet, da sie auf den ersten Blick eine frappierende Ähnlichkeit aufweisen. Sie unterscheiden sich nur geringfügig in ihrer Ausarbeitung, sind aber verschieden groß und aus verschiedenen Materialien gefertigt. Das koreanische Stück ist aus Bronze gegossen und feuervergoldet. Diese Vergoldung ist heutzutage teils verloren und die bronzene Oberfläche leicht patiniert. Auch berühren die Finger der rechten Hand heute noch die Wange des Bodhisattva, ein Merkmal, das dem Hōkan Miroku abhandengekommen ist. Der Faltenwurf am Beingewand ist in seiner Positionierung etwas verschoben, aber stilistisch sehr ähnlich ausgearbeitet. Viele Skulpturen oder Steinschnitzereien aus dem Königreich Paekche und japanische Skulpturen im asuka-zeitlichen Tori-Stil zeigen vergleichbare Charakteristika in der Gewand- und Köperdarstellung, da Paekche eine zentrale Position zwischen Shandong, von wo es chinesische Einflüsse aufnahm, und Japan, mit dem es enge diplomatische Kontakte unterhielt, einnahm. Der Tori-Stil kann als direkter Abkömmling des Wei-Stils betrachtet werden und viele Skulpturen zeigen vergleichbare Gewanddarstellungen. Der Hōkan Miroku sowie der Nationalschatz Südkoreas Nr. 83 bilden sozusagen eine Hybridform zwischen den freistehenden, lebensgroßen Plastiken der Shandong-Halbinsel und dem typischen Figurenstil der Wei-Dynastie.